# Hiro Mizushima
Pour les articles homonymes, voir Mizushima.
 (septembre 2016).
Hiro Mizushima (水嶋 ヒロ, Mizushima Hiro), de son vrai nom Tomohiro Saitō (齋藤 智裕, Saitō Tomohiro), est un acteur et mannequin japonais né le 13 avril 1984 à Tokyo. Il mesure 1,80 m et pèse 65 kg. Il épouse la chanteuse Ayaka le 22 février 2009.

## Biographie
Mizushima Hiro a fait des études Politique à l'université de Keio et a passé une partie de sa scolarité en Suisse entre l'âge de 6 et 12 ans (Mizushima Hiro parle couramment l'anglais).
Hiro était un enfant très solitaire et avait du mal à se faire accepter de ses camarades, le trouvant trop pleurnichard (vers 3-4 ans). Même chez lui, il préférait rester seul et refusait la plupart du temps de jouer avec sa grande sœur.
Avant même qu'il n'ait pu rentrer dans l'équivalent de l'école primaire, la famille Saito a dû déménager en Suisse, à cause du travail de son père. Ils restent là-bas 6 ans, jusqu'aux 12 ans d'Hiro. La première chose qui l'a choqué en Suisse est le trafic, qui est très différent de celui au Japon. Il a aussi été blessé par une voiture. La ville dans laquelle il vivait était entourée par la nature et les vignes, et vaches et chevaux se trouvaient souvent à proximité. Cela changeait vraiment de Tokyo ! Les étrangers qu'il rencontre le font se sentir encore plus seul.
Il étudia dans une école internationale alors qu'il ne connaissait pas l'anglais. Là-bas aussi, il eut du mal à s'intégrer. Étant de nature plutôt pessimiste, il pensait que ses camarades se moquaient de lui lorsqu'ils allaient le voir. Il était "un bébé pleureur typique", comme il le dit. Mais certains de ses camarades cherchaient effectivement à l'éviter, en raison de sa nationalité. Il se sentait seul, la victime de tout le monde et ne savait quoi faire, ni comment l'exprimer.
Il était néanmoins impressionné par sa vie en Suisse, parce qu'il y a rencontré des amis de différents milieux et de différentes cultures. Même s'il n'était qu'un enfant, il sentait que le monde était vaste et regroupait des gens très différents.
À son retour au Japon, Hiro a du mal à se faire au mode de vie japonais, trop accoutumé à la vie en Suisse. Il est obligé de rattraper le programme japonais pendant 6 mois dans une école japonaise. De plus, à cette époque, il parlait mieux anglais que japonais.
Alors qu'il passe un examen pour retourner dans le cursus scolaire traditionnel, Hiro commence à s'intéresser sérieusement au football. Il passe une audition pour rentrer dans une équipe professionnelle. Son équipe gagne la seconde place lors d'un tournoi national. Cela le détermina à devenir joueur de football professionnel.
Pendant ses années de lycée, il jouait sérieusement. Mais une grave blessure au fémur l'empêcha de continuer le football, sous peine de ne plus jamais pouvoir marcher. Son rêve était de jouer au stade national. Il a finalement réussi à y jouer, et c'est en ayant atteint son but qu'il se retire du football.
Après ça, il voulut retourner à l'étranger. Mais il n'avait pas assez d'argent. On lui conseilla donc de faire de la photo pour gagner rapidement de l'argent. Il posa donc comme modèle et on lui proposa de faire un peu de télé. Voilà comment il arriva à en faire son métier.

## Séries télévisées
- Pink no Idenshi (TV Tokyo, 2005)
- Brother Beat (TBS, 2005)
- Ame to Yume no Ato ni (TV Asahi, 2005)
- Gokusen 2 (NTV, 2005)
- Kamen Rider Kabuto (TV Asahi, 2006)
- Hanazakari no Kimitachi e (Fuji TV, 2007)
- Watashitachi no Kyōkasho (Fuji TV, 2007)
- Kanojo to no Tadashii Asobikata (TV Asahi, 2007)
- Room of King (2008)
- Zettai kareshi (2008)
- Tokyo Dogs (Fuji TV, 2009)
- Mr.Brain (TBS, 2009)
- Mei-chan no Shitsuji (Fuji TV, 2009)
- Girls (HBO, 2015)

## Filmographie
- Hanazakari no kumitachi
- Mei chan no shitsuji
- Kamen Rider Kabuto : God Speed Love (2006)
- Lovely Complex (2006)
- Hatsu Kare (2006)
- Drop (2009)
- Beck (film) (2010)
- Black Butler (film) (2014)
- Hana Yori Dango